# Palais des Beaux Arts (Wien)

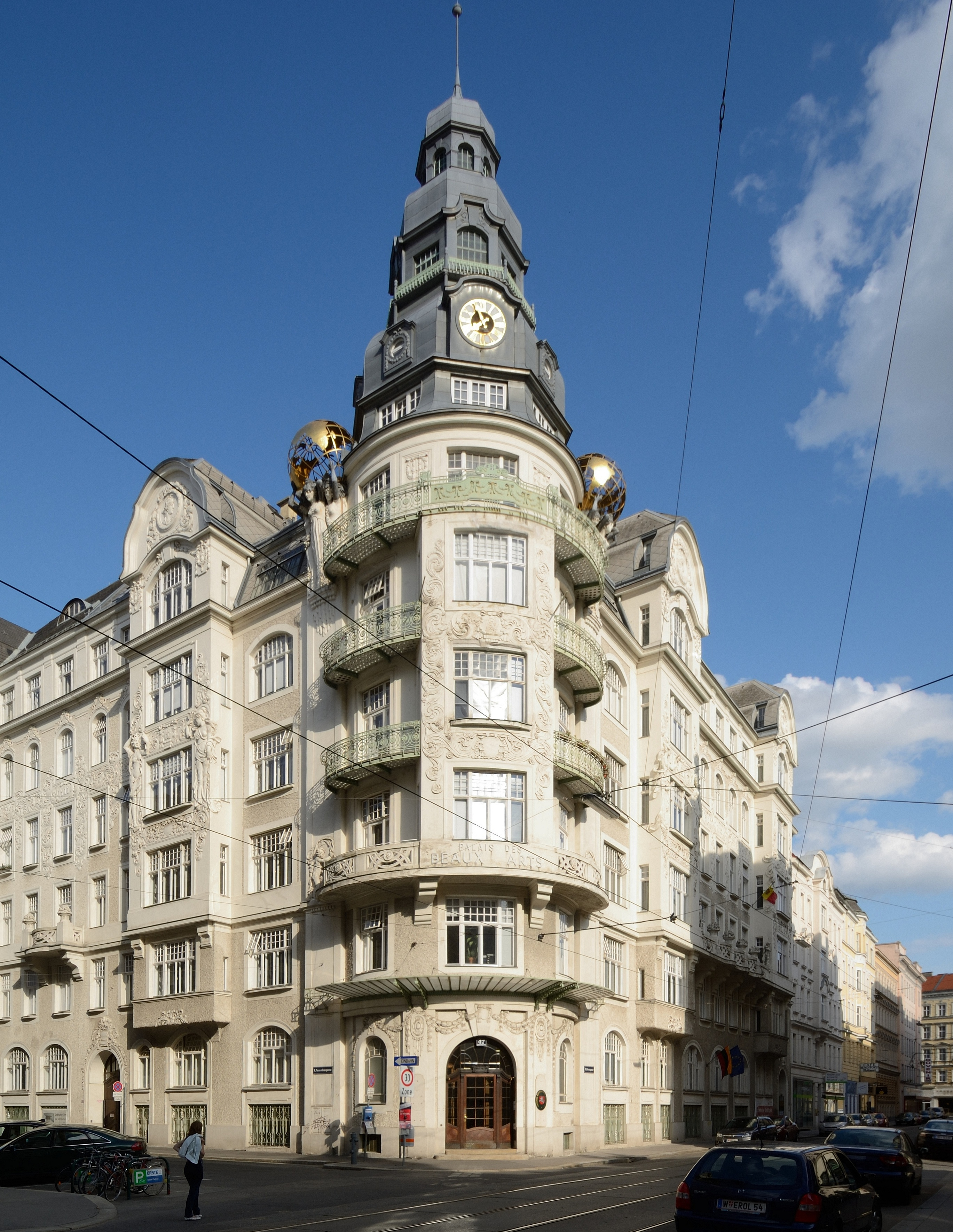
Eckturm mit Hauptportal

Das Palais des Beaux Arts ist ein Wohn- und Bürohaus im 3. Wiener Gemeindebezirk Landstraße, Löwengasse 47-47A. In diesem Gebäude befinden sich seit 1994 die Botschaft der Republik Litauen sowie die Botschaft der Republik Moldau.
Erbaut wurde das Haus 1908/09 von Anton und Josef Drexler, von denen auch einige Häuser des knapp danach entstandenen gegenüberliegenden Rudolf-von-Alt-Platzes sowie weitere Gebäude im Weißgerberviertel aus ungefähr derselben Zeit stammen.

## Chic Parisien / Atelier Bachwitz
Das Gebäude wurde von Arnold Bachwitz, dem Besitzer des Modeverlagimperiums Chic Parisien Bachwitz AG, ein auf Modethemen spezialisierter und international tätiger Verlag (daher auch die repräsentativen, auf dem Gebäude thronenden Weltkugeln), der an diesem Ort etwa 50 Zeitschriften, teilweise in dreisprachigen Ausgaben, produzierte, in Auftrag gegeben. Es verbindet daher in origineller Weise Elemente des Späthistorismus mit Dekorationsmotiven des westeuropäischen Jugendstils.
Dominiert wird das Gebäude vom gelenkartig eingeschobenen Eckturm, der von globenhaltenden Frauenfiguren flankiert wird. Im Inneren des Hauses befinden sich ein reich ausgestattetes Vestibül mit floralem Stuck sowie Reliefs von Frauenfiguren im Stiegenhaus. Es verfügt über eine Druckerei im Untergeschoß, Wohnungen für die Familie Bachwitz und soll den Geist der „Beaux Arts“ verkörpern.

## Rezeption
Friedrich Achleitner lobt an diesem Gebäude, dass es in Kontrast zu seinem fast barocken Dekorationsreichtum einen rationalen Grundriss aufweist, der ein Optimum an Flexibilität ermöglicht.

## Heutige Nutzung
Seit 2014 findet sich im Haus ein wechselndes Ausstellungsprogramm. Die Kunstprojekte werden über ein Wireless Network in und um das Palais des Beaux Arts ausgestrahlt und sind für jeden per Smartphone und Tablet zugänglich.

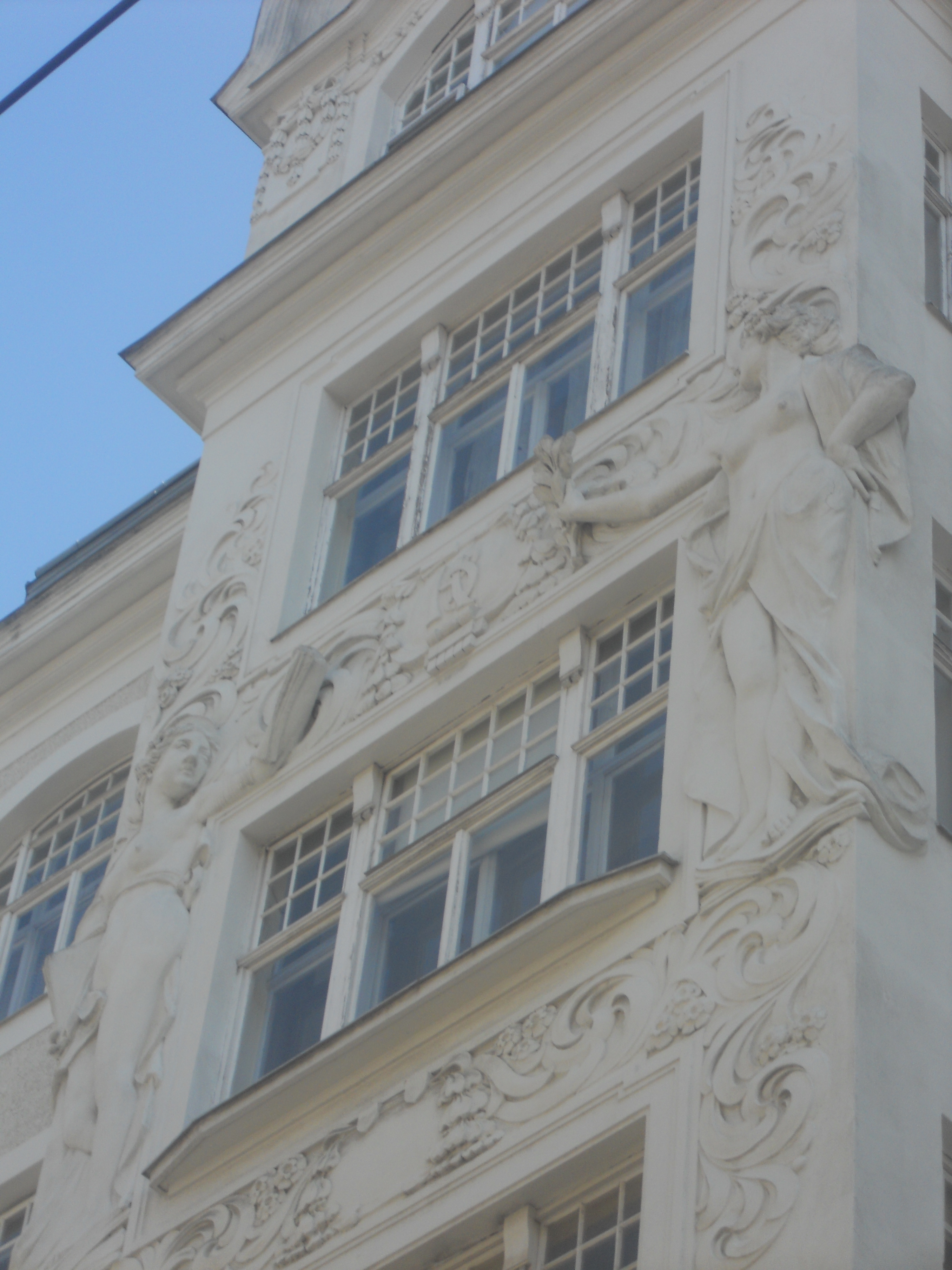
Fassadendetail in der Paracelsusgasse
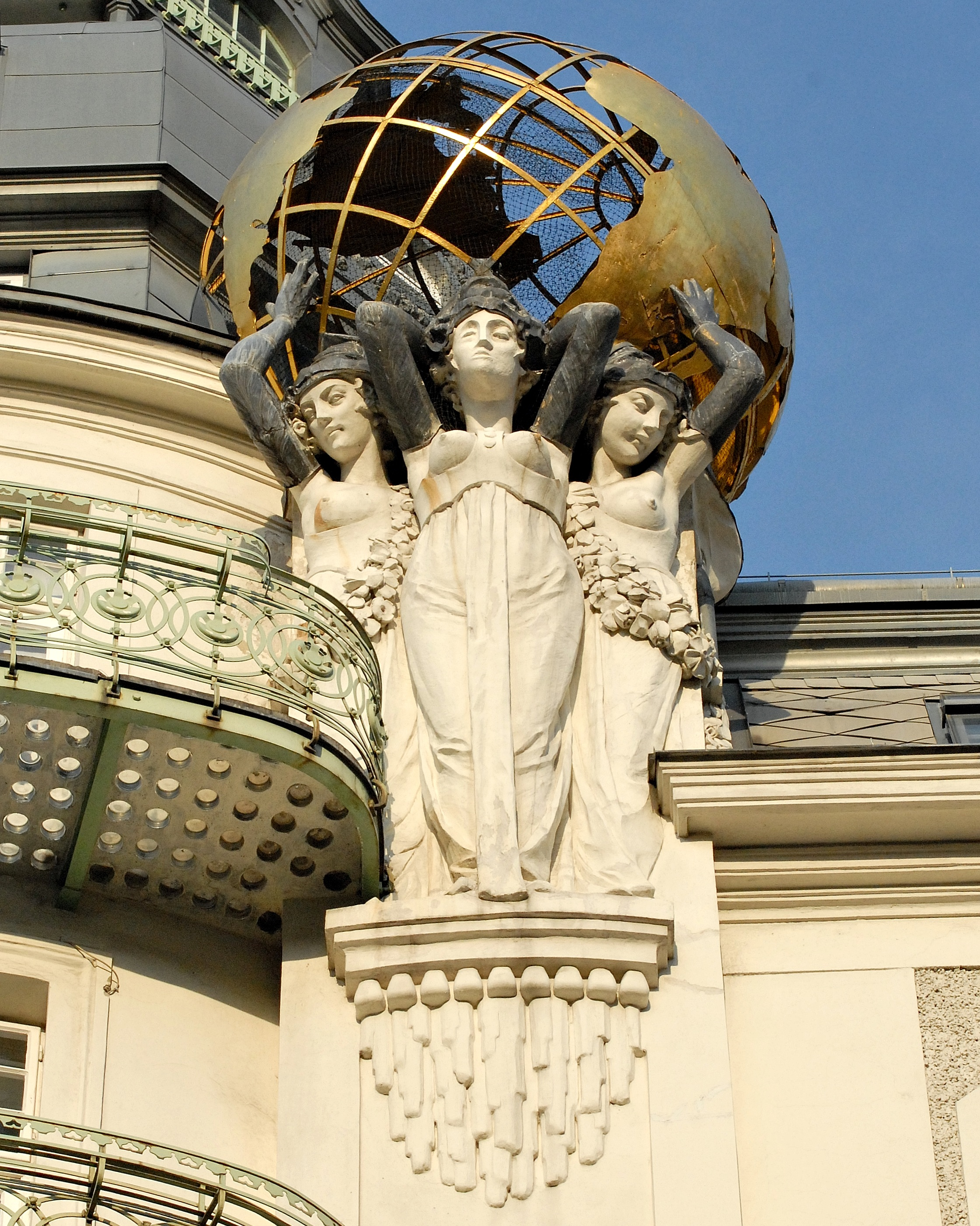
Figurengruppe an der Nordwestfassade
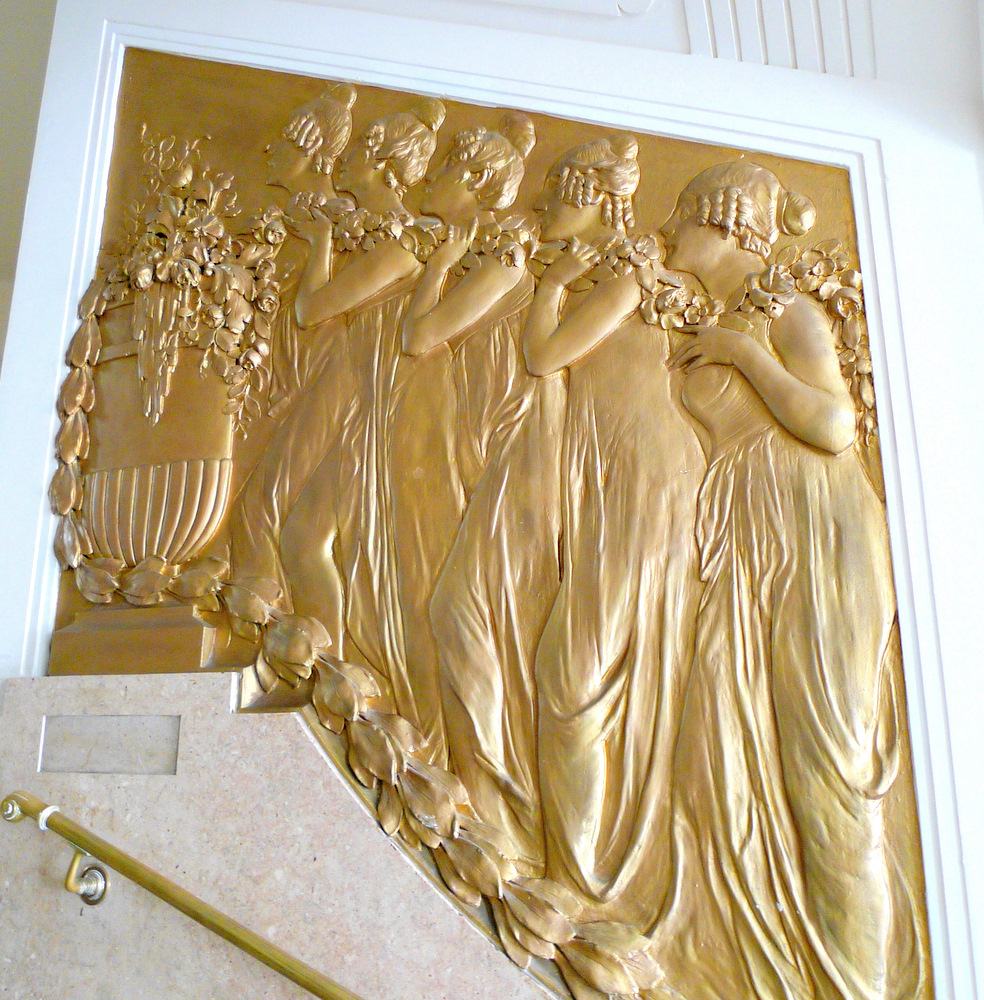
Relief von Frauenfiguren im Vestibül